# Пентакосіомедімни
Пентакосіомедімни (дав.-гр. πεντακοσιομέδιμνοι) — вища (найзаможніша) група громадян Афінського поліса відповідно до реформами Солона (594 до н . е., див. також Солон). Найменування цієї групи утвердилось від давньогрецького «мають дохід розміром 500 медімнів зерна, масла або вина за рік». Пентакосіомедімни могли обиратися на вищі посади в полісі: архонта, стратега чи скарбника. Пентакосіомедімни ставали членами Ареопага, Буле (Ради чотирьохсот). По праву народження пентакосіомедімни були членами Екклесії. Пентакосіомедімни могли також служити командувачами армії Афін.